# Banca di Credito Cooperativo dei Comuni Cilentani
La Banca di Credito Cooperativo di Buccino e dei Comuni Cilentani è una banca di credito cooperativo italiana. Fa parte della Federazione Campana delle Banche di Credito Cooperativo.

## Storia
La banca è stata fondata il 17 luglio 2000 a seguito della fusione di quattro banche di credito cooperativo: BCC di Castellabate, BCC di Copersito, BCC di Moio della Civitella e la BCC dell'Alento.
Nel 2013 l'istituto ha acquisito la Banca di Credito Cooperativo di Altavilla Silentina e Calabritto.
Nel 2018 si conclude anche il progetto di fusione volontaria della BCC Comuni Cilentani e la BCC di Buccino. L’unione ha avuto come obiettivo il rafforzamento del livello di autonomia e ha rappresentato la costituzione di un solido riferimento bancario del credito cooperativo in Campania in particolare nel territorio del Cilento, Tanagro, Sele, Alburni e Vallo di Diano.
Il territorio di competenza della banca è molto vasto e si estende dalla provincia di Salerno fino ad Avellino e conta 18 filiali.